# Candy Candido
Johanathan Joseph „Candy“ Candido (* 25. Dezember 1913 in New Orleans; † 19. Mai 1999 in Burbank, Kalifornien) war ein US-amerikanischer Komödiant und Schauspieler, der vor allem als Stimme verschiedener Trickfilm-Charaktere bekannt ist.

## Leben
Candy Candido hatte eine ungewöhnlich markante Stimme, mit der er extrem hoch, aber auch extrem tief sprechen konnte. Dieses Talent verhalf ihm zu einer Karriere als Radiocomedian. Bekannt war er für seine stehende Redewendung I’m feelin’ mighty low, mit Jimmy Durante nahm er sogar ein Lied mit diesem Titel auf. Er trat auch als Sänger und Bassist in Ted Fioritos Orchester auf. In dem Film Roberta sang er 1935 ein Duett mit Fred Astaire. 1960 war Candido Bud Abbotts Tour-Comedypartner bei dessen Comebackversuch.
Candido lieh hunderten von Trickfilm-Charakteren (vor allem für Walt-Disney-Filme) seine Stimme (meist wurde er nicht in den Credits aufgeführt). Seine bekanntesten Rollen sind der Indianerhäuptling in Peter Pan, das Krokodil in Robin Hood und die Fledermaus Greifer in Basil, der große Mäusedetektiv (The Great Mouse Detective). Er arbeitete auch für Chuck Jones und Ralph Bakshi.

## Filmografie (Auswahl)
- 1933: My Woman
- 1934: Sadie McKee
- 1935: Roberta
- 1937: Mama Steps Out
- 1937: Musik in den Fäusten (Something to Sing About)
- 1938: Cowboy from Brooklyn
- 1939: Der Zauberer von Oz (The Wizard of Oz; Stimme)
- 1939: S.O.S. Feuer an Bord (Only Angels Have Wings)
- 1942: Chasing the Blues
- 1950: Der Weihnachtswunsch (The Great Rupert)
- 1950: Abbott und Costello als Legionäre (Abbott and Costello in the Foreign Legion) nur Stimme
- 1950: Lach und wein mit mir (Riding High) im Abspann nicht genannt
- 1953: Peter Pan (Stimme)
- 1958: Mein Leben ist der Rhythmus (King Creole)
- 1959: Killer von Dakota (Plunderers of Painted Flats)
- 1959: Dornröschen (Sleeping Beauty; Stimme)
- 1973: Robin Hood (Stimme)
- 1974: Herbie groß in Fahrt (Herbie Rides Again)
- 1977: Bernard und Bianca – Die Mäusepolizei (The Rescuers; Stimme)
- 1985: Taran und der Zauberkessel (The Black Cauldron; Stimme)
- 1986: Basil, der große Mäusedetektiv (The Great Mouse Detective; Stimme)
- 1990: Forgotten Prisoners: The Amnesty Files (Fernsehfilm)